# Agulla bicolor
Agulla bicolor és una espècie de rafidiòpter de la família Raphidiidae. Es troba a Amèrica del Nord.